# Fadiga de contato
Fadiga de contato é a fadiga causada por esforços cíclicos, compressivos e concentrados. Distingue-se da fadiga dita convencional, que está relacionada a tensões cíclicas distribuídas em grandes parcelas das áreas dos corpos envolvido.
Embora a fadiga de contato esteja associada a contatos de rolamento e de impacto, ela também pode ocorrer em contatos de deslizamento.
Elementos de máquinas sujeitos a este tipo de falha incluem pistas de mancais de rolamento, cames/seguidores, engrenagens, cilindros de laminação e trilhos/rodas ferroviárias.

## Descrição do fenômeno
Na fadiga de contato, as tensões de cisalhamento cíclicas desenvolvidas abaixo da superfície de contato do corpo podem interagir com alguma inclusão da microestrutura, de modo que esse seja o ponto inicial de deformação localizada, a partir do qual uma trinca será nucleada e se propagará pelo material até o desprendimento de uma lasca da superfície.
A esse mecanismo está associado um período de "incubação" durante o qual não há evidência macroscópica de desgaste, o que por sua vez distingue a fadiga de contato de outros mecanismos de desgaste, como o desgaste de deslizamento e o desgaste por partícula abrasiva, nos quais há perda progressiva de material; e a equipara ao mecanismo de desgaste por cavitação.
Por essa razão, a vida útil de um elemento de máquina sujeito a este tipo de falha, como a pista de um mancal de rolamento, não é feita em termos de volume de material perdido e sim em termos de um número de revoluções crítico, a partir do qual há grande probabilidade que uma certa quantidade de material se desprenda da superfície sob a forma de lasca, inutilizando o elemento na maioria das vezes.
Vale destacar que diferentemente do comportamento à fadiga convencional de alguns materiais metálicos, como o de alguns aços, na fadiga de contato não é esperado que exista um limite de carregamento nominal abaixo do qual o componente apresentará baixíssima probabilidade de falha.